# Джиро д’Италия Донне
Джиро д’Италия Донне (итал. Giro d'Italia Donne) — многодневная велогонка, ежегодно (обычно в июне-июле) проводящаяся на территории Италии и являющаяся женской версией Джиро д'Италии. Первая гонка состоялась в 1988 году. Из российских гонщиц гонку выигрывала Светлана Бубненкова (2002).

## История
Женская итальянская Джиро впервые была организована в 1988 году под названием Giro Donne, победу в ней праздновала итальянка Мариа Канинис. Гонка имела 9 или 10 этапов и проходила на территории Италии в конце июня-начале июля, конкурируя в плане внимания с более известной мужской велогонкой Тур де Франс. 
После отмены в 2009 году Grande Boucle Feminine Internationale и в 2010 году Tour de l'Aude Cycliste Feminin гонка остаётся единственным женским Гранд-туром в календаре.
В апреле 2013 года организация гонки переходит от «EPINBIKE» к «4 Erre A.S.D.», который берёт на себя управление до 2016 года и меняет название с Giro Donne на Giro Rosa, а её протяжённость сокращается до 8 этапов. С 2016 года является частью женского календаря World Tour.

## Майки
майка лидера — вручается лидеру общего зачёта и победительнице гонки
 майка горного короля (в данном случае горной королевы) — вручается лидеру горной классификации
 (в 2012 ) спринтерская майка — вручается гонщице, набравшей наибольшее количество очков на спринтерских отсечках и финише
 вручается лучшей гонщице в общем зачёте, не достигшей возраста 26 лет
 лучшая среди итальянских гонщиц

## Призёры

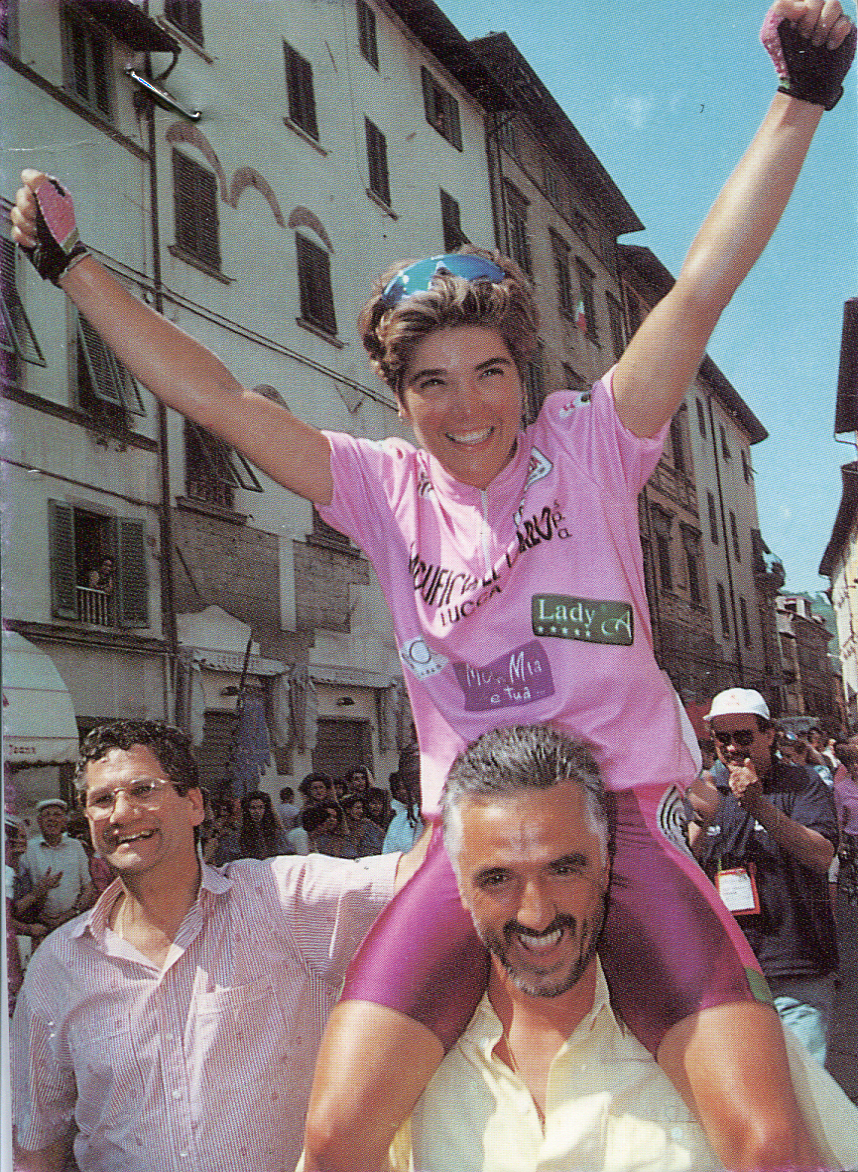
Микела Фанини — победительница 1994 года

| Год  | Победитель                        | Второй                 | Третий               |
| ---- | --------------------------------- | ---------------------- | -------------------- |
| 1988 | Мариа Канинс                      | Элизабет Хепле         | Петра Росснер        |
| 1989 | Роберта Бонаноми                  | Александра Колясева    | Теа Викстедт-Ныман   |
| 1990 | Катрин Марсаль                    | Мариа Канинс           | Кэти Уотт            |
| 1993 | Ленка Илавска                     | Луция Цберг            | Имельда Кьяппа       |
| 1994 | Микела Фанини                     | Кэти Уотт              | Луция Цберг          |
| 1995 | Фабиана Луперини                  | Луция Цберг            | Роберта Бонаноми     |
| 1996 | Фабиана Луперини                  | Алессандра Каппеллотто | Имельда Кьяппа       |
| 1997 | Фабиана Луперини                  | Линда Джексон          | Эдита Пучинскайте    |
| 1998 | Фабиана Луперини                  | Линда Джексон          | Барбара Хееб         |
| 1999 | Жоан Сомарриба                    | Светлана Бубненкова    | Даниела Веронези     |
| 2000 | Жоан Сомарриба                    | Алессандра Каппеллотто | Валентина Полханова  |
| 2001 | Николь Брендли Зинаида Стагурская | Диана Жилюте           | Эдита Пучинскайте    |
| 2002 | Светлана Бубненкова               | Зинаида Стагурская     | Диана Жилюте         |
| 2003 | Николь Брендли                    | Эдита Пучинскайте      | Жоан Сомарриба       |
| 2004 | Николь Кук                        | Фабиана Луперини       | Приска Доппман       |
| 2005 | Николь Брендли                    | Жоан Сомарриба         | Эдита Пучинскайте    |
| 2006 | Эдита Пучинскайте                 | Николь Брендли         | Сюзанн Юнгског       |
| 2007 | Эдита Пучинскайте                 | Николь Брендли         | Мариа Изабель Морено |
| 2008 | Фабиана Луперини                  | Эмбер Небен            | Клаудия Хойслер      |
| 2009 | Клаудия Хойслер                   | Мара Эбботт            | Николь Брендли       |
| 2010 | Мара Эбботт                       | Юдит Арндт             | Татьяна Гудерцо      |
| 2011 | Марианна Вос                      | Эмма Пули              | Юдит Арндт           |
| 2012 | Марианна Вос                      | Эмма Пули              | Эвелин Стивенс       |
| 2013 | Мара Эбботт                       | Татьяна Гудерцо        | Клаудия Хойслер      |
| 2014 | Марианна Вос                      | Полин Ферран-Прево     | Анна Ван дер Брегген |
| 2015 | Анна Ван дер Брегген              | Мара Эбботт            | Меган Гарнье         |
| 2016 | Меган Гарнье                      | Эвелин Стивенс         | Анна Ван дер Брегген |
| 2017 | Анна Ван дер Брегген              | Элиза Лонго Боргини    | Аннемик ван Влётен   |
| 2018 | Аннемик ван Влётен                | Эшли Молман            | Аманда Спратт        |
| 2019 | Аннемик ван Влётен                | Анна Ван дер Брегген   | Аманда Спратт        |
| 2020 | Анна Ван дер Брегген              | Катажина Невядома      | Элиза Лонго Боргини  |
| 2021 | Анна Ван дер Брегген              | Эшли Молман            | Деми Воллеринг       |
| 2022 | Аннемик ван Влётен                | Марта Кавалли          | Мави Гарсия          |
| 2023 | Аннемик ван Влётен                | Жюльетт Лабу           | Гайя Реалини         |
| 2024 | Элиза Лонго Боргини               | Лотте Копеки           | Нив Брэдбери         |
| 2025 | Элиза Лонго Боргини               | Марлен Рёссер          | Сара Джиганте        |